# 圣雅各老座堂
37°48′36.8″S 144°57′09.1″E / 37.810222°S 144.952528°E
圣雅各老座堂（英語：St James Old Cathedral）是一座圣公会教堂，是澳大利亚墨尔本最古老的教堂。

## 历史
1839年，在威廉街和小科林斯街转角建立了一座简易的木结构教堂，供圣公会和长老会使用。这是墨尔本市中心少见的维多利亚淘金潮之前的建筑物。1914年该建筑拆除，搬迁到金街与巴特曼街转角重建。现已列入维多利亚遗产名录